# Ana Cortés
Ana Emma del Rosario Cortés Jullian, más conocida como Ana Cortés (24 de agosto de 1895 - 5 de enero de 1998), fue una pintora chilena perteneciente a la generación de 1928 y al grupo Montparnasse. Ganó el Premio Nacional de Arte de 1974, siendo la primera pintora en obtener el galardón.

## Biografía
Aunque nació en Santiago de Chile, dado que su madre era francesa pasó gran parte de su infancia en París. En 1920, ya en su país natal, ingresó a la Escuela de Bellas Artes, donde tuvo como profesores a Juan Francisco González y a Ricardo Richon-Brunet. Cinco años más tarde viaja a París para estudiar en la Académie de la Grande Chaumière, recibiendo las enseñanzas del pintor francés André Lhote. Cortés permaneció tres años en Europa, recorriendo museos en países como Italia, Bélgica, Francia y España. Durante aquella época conoció además la Escuela de París, movimiento que la inspiró a optar por un estilo abstracto en sus trabajos. En 1927 expuso en el Salón de Otoño, en París.
Cortés regresó a Chile en 1928 y se incorporó a la Escuela de Bellas Artes, siendo la primera profesora mujer de la escuela. El mismo año expuso en el Salón Oficial de Artes Plásticas junto a otros artistas formados en Europa. Las innovadoras tendencias presentes en las obras hicieron de la exposición un hito dentro de la historia del arte chileno. Dos años más tarde se incorporó como profesora a la Escuela de Artes Aplicadas de la Universidad de Chile. Cortés estuvo además a cargo de crear la biblioteca de la Escuela de Bellas Artes.
En 1974 ganó el Premio Nacional de Arte de Chile, siendo la primera pintora en obtener el galardón.

## Premios
A lo largo de su vida obtuvo diversos premios:
- 1974 - Premio Nacional de Arte de Chile, mención pintura.
- 1966 - Premio Salón Oficial, Museo de Arte Contemporáneo de Santiago.
- 1960 - Premio Certamen Van Buren, Santiago.
- 1954 - Primera Medalla de Dibujo, Salón de Viña del Mar.
- 1949 - Premio Salón de Verano, Viña del Mar.
- 1949 - Premio Salón Oficial de Artes Plásticas, Santiago.
- 1946 - Premio Certamen Van Buren, Santiago.
- 1945 - Premio Salón de Verano, Viña del Mar.
- 1945 - Premio Salón Oficial de Artes Plásticas, Santiago.
- 1942 - Segunda Medalla Pintura, Exposición de Pintura Chilena, Salón Buenos Aires.
- 1942 - Premio Especial Herminia Arrate, Santiago.
- 1942 - Primera Medalla, Pintura, Salón Oficial de Artes Plásticas, Santiago.
- 1941 - Primera Medalla, Pintura, Salón Oficial de Artes Plásticas, Santiago.
- 1939 - Premio Salón de Verano, Viña del Mar.
- 1937 - Primera Medalla, Salón Oficial de Artes Plásticas, Santiago.
- 1928 - Primera Medalla Arte Decorativo, Salón Oficial de Artes Plásticas, Santiago.